# Jabrayil (raion)
Jabrayil, ou Cəbrayıl (en azéri : Cəbrayıl rayonu) , est un raion d’Azerbaïdjan dont le chef-lieu est Jabrayil. Il fait partie de la région économique du Zanguezour oriental.

## Géographie
Le raion s'étend sur 1 050 km2 dans le sud-ouest de l'Azerbaïdjan et est frontalier de l'Iran.

## Histoire
Le raion est créé le 8 août 1930. Selon le recensement effectué en 1979, la population s'élevait à 43 047 habitants dont 98 % d'Azéris.
Au cours de la première guerre du Haut-Karabagh, le raion est occupé à partir d'août 1993 par la république autoproclamée du Haut-Karabagh qui l'intègre dans sa région de Hadrout. Seul le village de Çocuq Mərcanlı est repris par les Azerbaïdjanais le 6 janvier 1994 lors de « l'opération Horadiz »
Le 27 septembre 2020, lors des affrontements au Haut-Karabakh, le ministère de la Défense d'Azerbaïdjan annonce la libération des villages de Boyuk Merjanli et Nuzger de la région de Jabrayil et le 3 octobre suivant, de celle des villages de Mehdili, Tchakhyrly, Achagi Maralyan, Cheybei et Guijag. Le 4 octobre, le président azerbaïdjanais annonce la reprise de la ville de Jabrayil.
Le 5 octobre, l'armée azerbaïdjanaise s'empare des villages de Chykhali Aghaly, Sarydjaly, Mezré de la région de Jabrayil et de plusieurs hauteurs stratégiques dans différentes directions. Le 21 octobre, le président Aliev déclare que l'armée azerbaïdjanaise a repris cinq villages du raion de Jabrayil.
Le 31 juillet 2023, le président Ilham Aliyev signe un décret portant instauration du 4 octobre comme « jour de la ville de Jabrayil ».